# Leopold Dzikowski

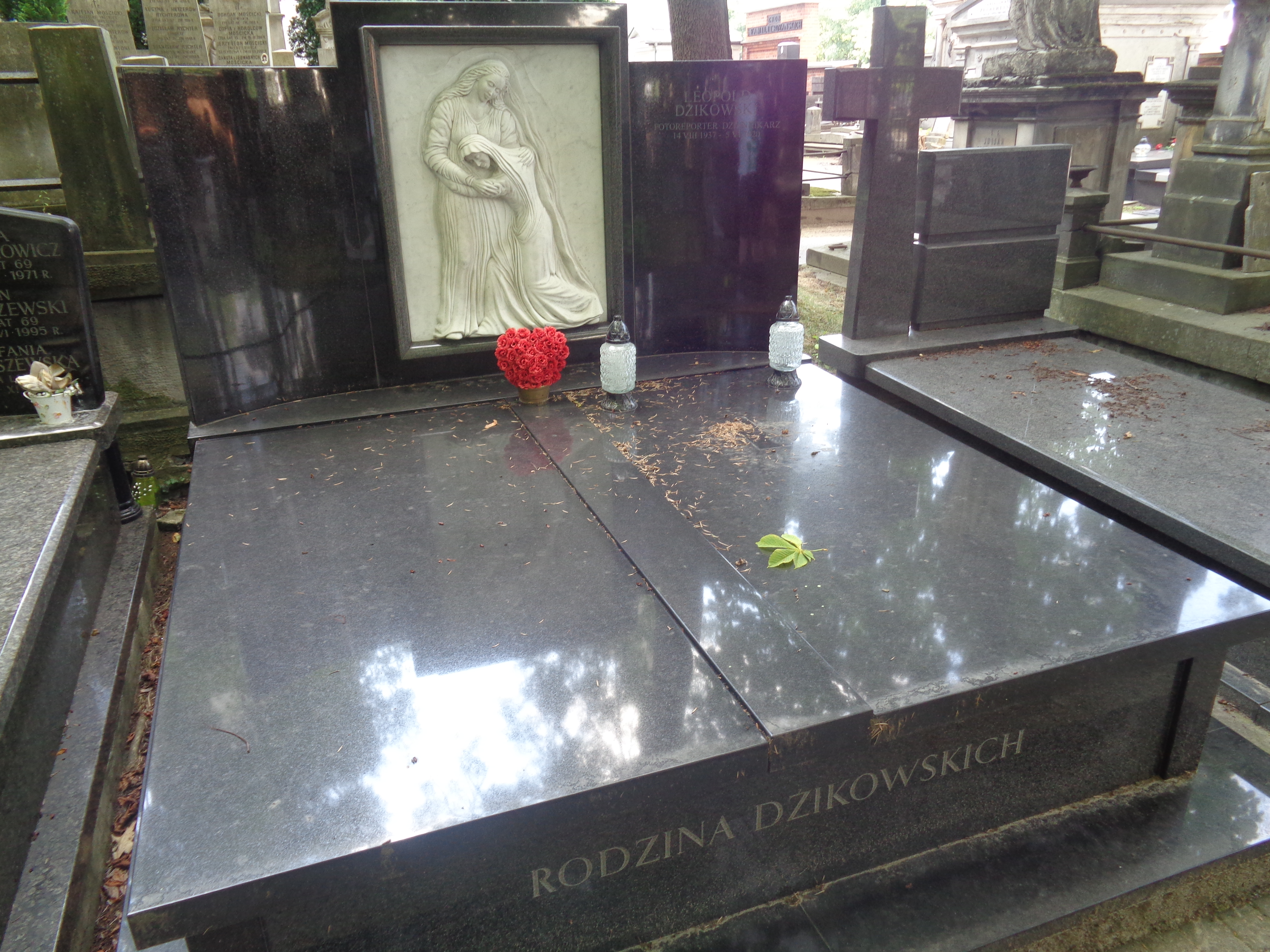
Nagrobek Leopolda Idzikowskiego na Cmentarzu Powązkowskim

Leopold Dzikowski (ur. 14 sierpnia 1937 w Dąbiu, zm. 5 czerwca 2020) – polski dziennikarz, fotoreporter. Członek Stowarzyszenia Dziennikarzy Polskich. Fotoreporter Centralnej Agencji Fotograficznej. Wieloletni fotoreporter Sztandaru Młodych. Laureat (2 nagroda) konkursu fotografii prasowej World Press Photo.

## Życiorys
Leopold Dzikowski, związany z warszawskim środowiskiem fotograficznym, fotografował od połowy lat 50. XX wieku – wówczas po raz pierwszy zawodowo zetknął się z fotografią w czasie nauki w dwuletnim studium milicyjnym (profil kryminalistyki – daktyloskopii, fotografii, ekspertyzy pisma, broni). Pod koniec lat 50. XX wieku został fotoreporterem Centralnej Agencji Fotograficznej. W 1963 został fotoreporterem Sztandaru Młodych, w którym pracował do końca lat 70. XX wieku. W 1976 został członkiem Stowarzyszenia Dziennikarzy Polskich. 
Leopold Dzikowski był uczestnikiem oraz laureatem wielu konkursów fotograficznych, głównie konkursów fotografii prasowej (m.in. w 1974 został laureatem I nagrody w ogólnopolskim konkursie fotografii prasowej). Był laureatem nagród prezesa Zarządu Robotniczej Spółdzielni Wydawniczej Prasa-Książka-Ruch oraz Klubu Fotografii Prasowej. Jego fotografie prezentowano na licznych ekspozycjach fotograficznych (również pokonkursowych). W 1973 roku został uhonorowany tytułem Fotoreportera Roku. Miejsce szczególne w jego twórczości zajmowała fotografia dokumentalna oraz fotografia prasowa, fotografia sportowa (fotografował między innymi konkursy chopinowskie, wybory Miss natura, Wyścig Pokoju, hokejowe mistrzostwa świata w Katowicach – 1976). W 1985 (wspólnie z Grzegorzem Rogińskim) został laureatem 2 nagrody konkursu World Press Photo of the Year, w kategorii Arts and Entertainment stories, za fotoreportaż z XI Międzynarodowego Konkursu Pianistycznego im. Fryderyka Chopina. 
Zmarł po długiej chorobie 5 czerwca 2020, pochowany 10 czerwca na cmentarzu Powązkowskim w Warszawie.